# Ладзарини, Грегорио
Грегорио Ладзарини (итал. Gregorio Lazzarini; 1657, Венеция — 10 ноября 1730, Вилла-д’Адидже, Ровиго, Венето) — итальянский живописец венецианской школы эпохи барокко. Писал алтарные картины, работал в мифологическом, историческом и портретном жанрах. Один из самых успешных венецианских художников своего времени. Известен также тем, что был первым учителем Джованни Баттисты Тьеполо (который, однако, впоследствии изменил свой стиль) и Гаспаро Дициани.

## Биография
Родился в 1657 году в Венеции в семье парикмахера. Его сестра — известная в своё время художница Элизабетта Ладзарини (1662—1729), брат — также художник Антонио Ладзарини. Грегорио сначала обучался живописи у генуэзского художника Франческо Розы, затем у Джироламо Форабоско и, наконец, в мастерской Пьетро делла Веккья. В 1687 году вступил в венецианскую гильдию живописцев Святого Луки (Compagnia di San Luca). Основал собственную школу-мастерскую. Работал в Венеции по крайней мере до 1715 года, большую часть своей жизни он провел в Венецианской республике.
Ладзарини был плодовитым художником, он создал большое число декоративных росписей, монументальных композиций, станковых картин. В своих композициях использовал приёмы позднебарочной живописи XVII века, эффекты светотени характерные для венецианских «тенебристов» и манеры Луки Джордано.
Он слыл терпеливым учителем, который передавал ученикам обширные знания и навыки, необходимые для изображения мифологических и исторических сюжетов; по словам его современника-биографа Винченцо да Канале, «молодые, желавшие преуспеть в изобразительном искусстве, выбрали Ладзарини своим учителем».
Среди его основных работ — аллегорическая композиция «Благотворительность» для Патриаршего дома в Сан-Пьетро-ди-Кастелло. Его «откровенно академический стиль, который мало изменился в течение жизни художника, сочетал в себе основательность эмилианской живописи периода барокко с богатыми красками венецианской школы».
В Санкт-Петербургском Эрмитаже имеются три картины Грегорио Ладзарини.
Ладзарини умер 10 ноября 1730 года на Вилле-д’Адидже (Ровиго, Венето), переехав туда в сентябре, к своему брату, местному священнику.

## Галерея
- Орфей и вакханки. Ок. 1710 г. Холст, масло. Ка-Реццонико, Венеция
- Иаиль и Сисара. 1710-е гг. Холст, масло. Частное собрание
- Заслуги предлагают дожу Франческо Морозини принять командование. 1694. Холст, масло. Дворец дожей, Венеция
- Дож Франческо Морозини преподносит отвоеванную Морею Венеции. 1694. Холст, масло. Дворец дожей, Венеция
- Давид победитель. 1690-е гг. Холст, масло. Музей изобразительных искусств Валенсии, Валенсия
- Коронование Девы. Холст, масло. Падуя, Собор
- Похищение Прозерпины. Холст, масло. Частное собрание